# ガス・グリソム
ヴァージル・アイヴァン・"ガス"・グリソム（Virgil Ivan "Gus" Grissom, 1926年4月3日 - 1967年1月27日）は、アメリカ合衆国空軍のパイロットで、アメリカ初の有人宇宙飛行計画であるマーキュリー計画における宇宙飛行士のひとり。アメリカで2番目の有人宇宙飛行経験者であり、また世界で初めて2度目の宇宙飛行を経験した。アポロ計画における、アポロ1号の宇宙飛行士として訓練中に火災事故にあい、アメリカの宇宙計画における最初の犠牲者のひとりとなった。家族は二人の息子スコットとマーク、妻のベティ・ムーア・グリソム。

## 経歴
グリソムはインディアナ州ミッチェルに生まれ、地元のミッチェル高校を卒業。

### 軍時代
1944年、高校卒業後にアメリカ陸軍航空軍に入隊。終戦により、1945年、パデュー大学に入学、1950年には機械工学の理学士号を取得した。
1951年3月、少尉に任官し空軍に復帰、戦闘機に搭乗し始め、朝鮮戦争では第334飛行隊に所属しF-86で100回もの戦闘を経験した。戦後、テキサス州ブライアン空軍基地でジェット機のインストラクターとなった。
1955年8月、オハイオ州のライト・パターソン空軍基地にある空軍工科大学で航空工学を専攻した。
1956年10月、カリフォルニア州のエドワーズ空軍基地のテストパイロット学校で学び、1957年5月にライト・パターソン空軍基地に戻って戦闘機部門のテストパイロットとなった。

### NASA時代

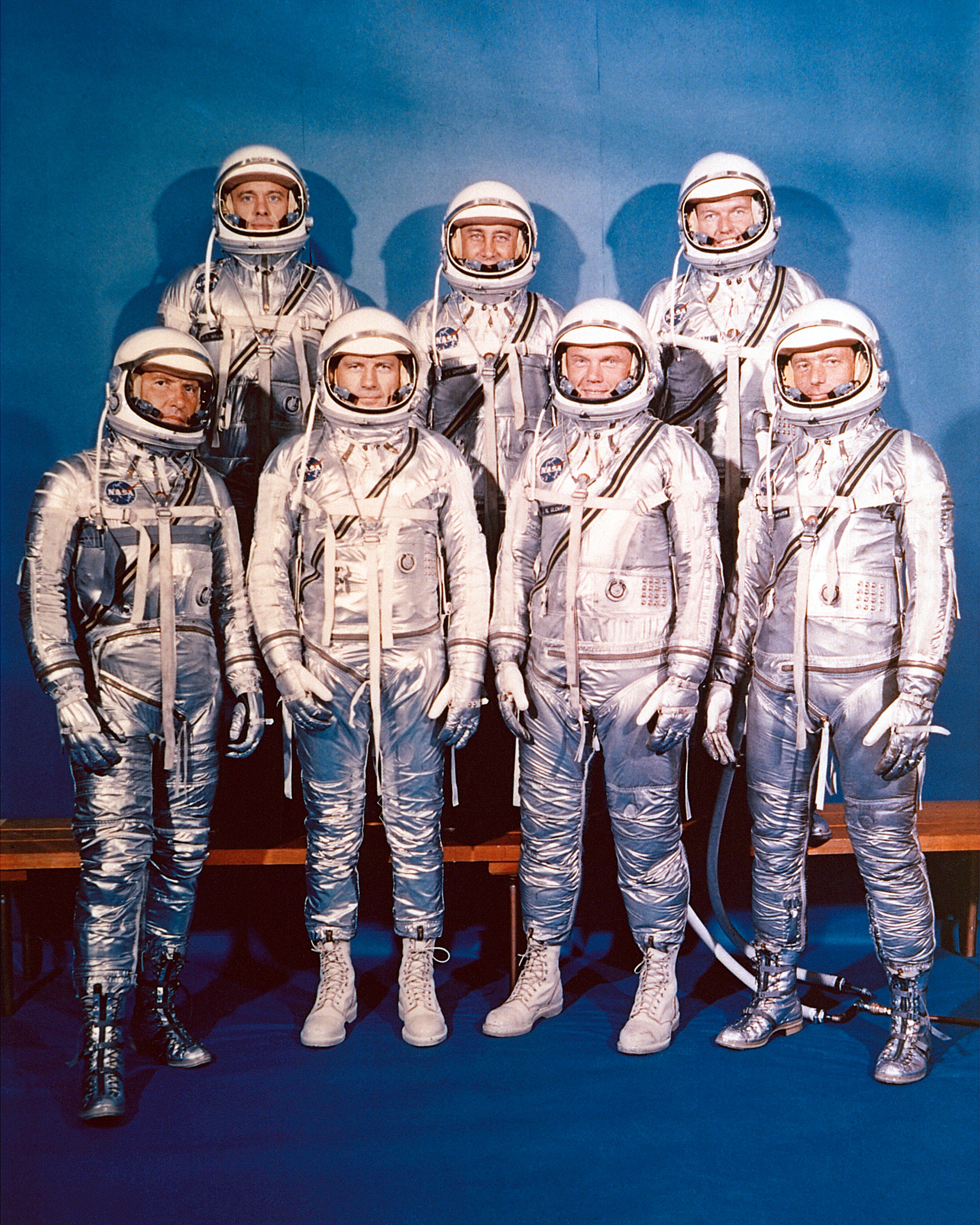
マーキュリー7（後列中央がグリソム）

1959年、体力および精神力テストの結果、マーキュリー計画に参加する7人の宇宙飛行士（いわゆるマーキュリー7）のひとりに選ばれた。その他の人々は以下の通り。
- マルコム・スコット・カーペンター大尉、アメリカ海軍 (Lieutenant Malcolm Scott Carpenter, U.S. Navy)
- リロイ・ゴードン・クーパー・ジュニア大尉、アメリカ空軍 (Captain LeRoy Gordon Cooper, Jr., U.S. Air Force)
- ジョン・ハーシェル・グレン・ジュニア中佐、アメリカ海兵隊
- ウォルター・マーティ・シラー・ジュニア少佐、アメリカ海軍 (Lieutenant Commander Walter Marty Schirra, Jr., U.S. Navy)
- アラン・バートレット・シェパード・ジュニア少佐、アメリカ海軍
- ドナルド・ケント・スレイトン大尉、アメリカ空軍 (Captain Donald Kent Slayton, U.S. Air Force)

1961年7月21日、グリソムはマーキュリー・レッドストーン4号（リバティベル7）のパイロットとして、アメリカで2番目の弾道飛行を成し遂げたが、帰還時にトラブルが起きた。リバティベル7カプセルの着水時ハッチが開くのが早すぎたために、海水がカプセル内や宇宙服の中に入り込んでしまったのである。グリソムはカプセルが沈もうとするなか溺れかけたが、ヘリに救助された。
その後、ジェミニ計画に参加。シェパードがメニエール病と診断されて地上勤務となったためにグリソムが最初のパイロットに選ばれた。1965年3月23日には計画中では初めての有人飛行（ジェミニ3号）を行い、ジェミニ6-A号ではバックアップに回った。

### 事故
グリソムはアポロ1号の船長となり、アポロ計画最初の有人飛行を実行することになった。しかし1967年1月27日、船内での訓練中、エドワード・ホワイト、ロジャー・チャフィーとともに爆発炎上による事故で亡くなった。
この痛ましい事故に関してNASAは即死と発表。しかし、後に公開された事故機には細工されていたと思しきスイッチが見つかり、遺族が事故の調査を開始したところ、グリソムは即死ではなく炎の中で15分以上も生きていたことが検死報告書で判明。彼らは宇宙船のハッチが内側から開かない機構になっていたため脱出できなかったのだが、皮肉にもこれはリバティベル7の水没事故を受けた措置であった。亡骸はアーリントン国立墓地に葬られた。
NASAとしてはマーキュリー7の誰かを最初に月面に立たせたいと考えていた。もしグリソムが存命していれば彼がその人物となっていた可能性は高かった。
グリソムの生涯飛行時間は4,600時間で、そのうち3,500時間がジェット機によるものである。

## 受賞
- コリアー・トロフィー（1962年）
- 宇宙名誉勲章（遺贈）
- バージニア州ニューポートニューズの名誉市長（遺贈）
- 殊勲飛行十字章
- 航空勲章（朝鮮戦争）
- 二度のNASA功労賞 (NASA Distinguished Service Medal)
- The NASA Exceptional Service Medal
- The Air Force Command Astronaut Wings

## トリビュート
以下は、グリソムの栄誉をたたえるために名付けられたものである。
- グリソム空軍予備役基地（インディアナ州）
- ヴァージル・I・グリソム図書館（バージニア州・ニューポートニューズ・デンビー地区）
- ヴァージル・I・グリソム高校（アラバマ州・ハンツビル）
- ヴァージル・I・グリソム・ミドル・スクール（インディアナ州・ミシャワカ）
- パデュー大学のグリソムホール
- カシオペヤ座γ星の別名はナビ (Navi) であり、グリソムのミドルネームIvanの綴りを逆にしたものである。グリソムと仲間のクルーらは計器を調整する時に使ったこの星に冗談でその名を付けたが、実際にそう呼ばれるようになった[1]。
- グリソム (小惑星)
- ヴァージル・I・グリソム橋（バージニア州・ラングレー）

## 映画・テレビ
グリソムの事績は映画やドラマで描かれ、その他の映像作品でも様々な名称の由来となっている。
- 1983年の映画『ライトスタッフ』ではグリソム役をフレッド・ウォードが演じ、1998年のドラマ『人類、月に立つ』ではマーク・ロルストンが、2018年の映画ファースト・マンではシェー・ウィガムが演じた。
- 『スタートレック』の映画版第3弾『スタートレックIII ミスター・スポックを探せ!』には、オーベルト級科学調査船・USSグリソム（艦隊登録番号:NCC-638）が登場し惑星ジェネシスの探査に訪れた。その後、『新スタートレック』などのTVシリーズにも同名のエクセルシオール級宇宙艦 (NCC-42857) が登場した。
- CSI:科学捜査班の主役のひとりギル・グリッソム (Gil Grissom) のラストネームはグリソムにちなんでいる。
- 『サンダーバード』のバージル・トレーシー（サンダーバード2号担当）のファーストネームはグリソムから来ている。